# Боза (провінція Ористано)
Боза (італ. Bosa, сард. Bosa) — муніципалітет в Італії, у регіоні Сардинія, провінція Ористано.
Боза розташована на відстані близько 380 км на південний захід від Рима, 135 км на північний захід від Кальярі, 45 км на північ від Ористано.
Населення — 7965 осіб (2014).

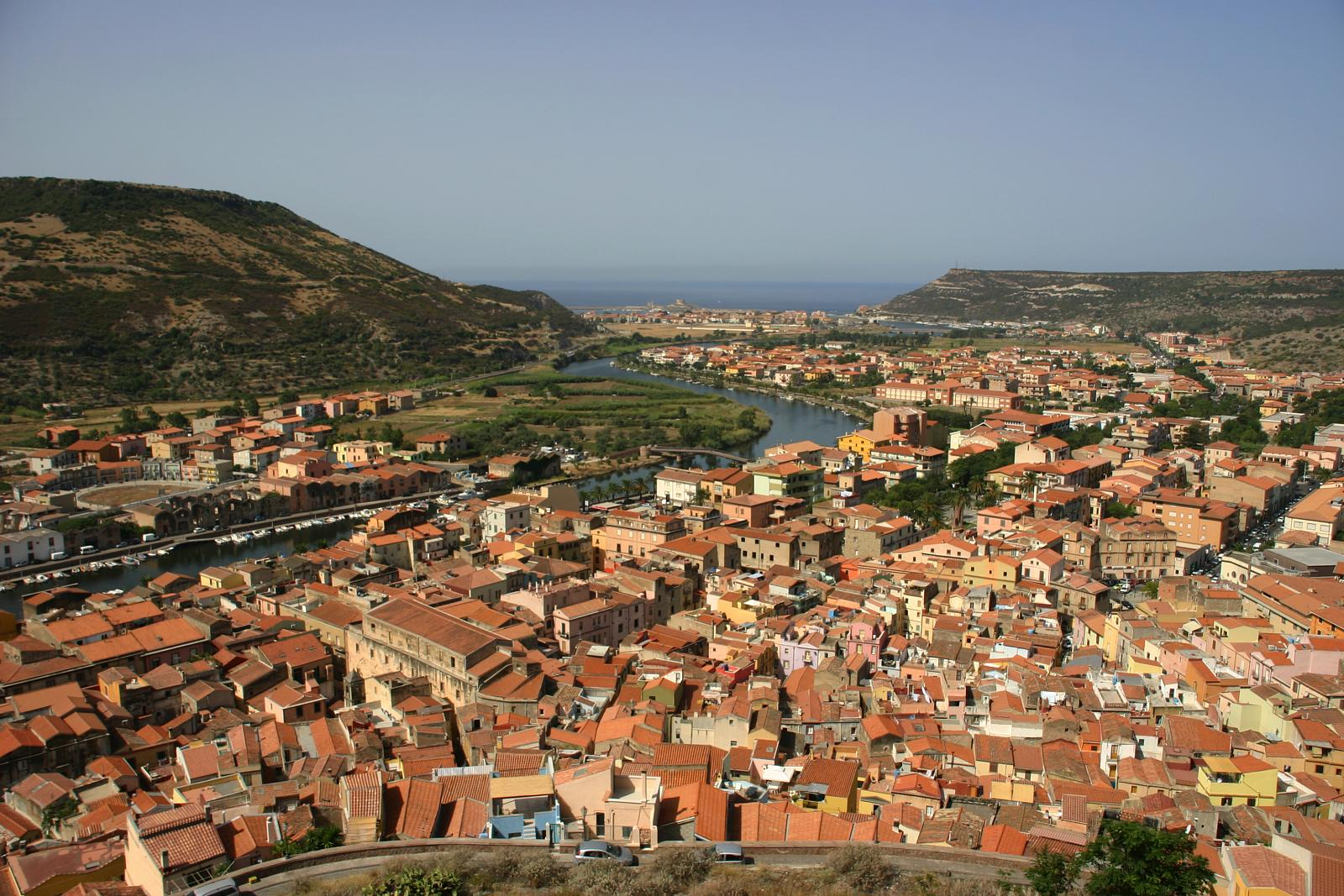

Щорічний фестиваль відбувається 28 травня. Покровитель — Sant'Emilio e Priamo.

## Демографія
Населення за роками:

Станом на 1 січня 2023 року в муніципалітеті офіційно проживали 173 іноземці з 33 країн, серед них 86 громадян країн Євросоюзу та 7 громадян України.

## Сусідні муніципалітети
- Магомадас
- Модоло
- Монтреста
- Падрія
- Поццомаджоре
- Суні
- Вілланова-Монтелеоне